# Fields of Fire
Fields of Fire è il terzo album di Corey Hart, pubblicato nel 1986.

## Tracce
1. "I Am By Your Side" - 4:35
2. "Dancin' With My Mirror" - 4:16
3. "Take My Heart" - 4:21
4. "Angry Young Man" - 3:43
5. "Goin' Home" - 5:18
6. "Can't Help Falling in Love" - 3:24 (Weiss, Perretti, Creatore)
7. "Broken Arrow" - 5:42
8. "Political Cry" - 4:04
9. "Is It Too Late?" - 4:35
10. "Jimmy Rae" - 5:30
11. "Blind Faith" - 5:59

## Formazione
- Corey Hart - voce, tastiera
- Russell Boswell - basso
- Gary Breit - tastiera
- Michael Hehir - chitarra
- Andy Hamilton - sassofonista
- Bruce Moffet - batteria